# Yu An-Jin
Yoo An-Jin es una poetisa, ensayista y profesora surcoreana.

## Biografía
Yoo An-Jin nació el 1 de octubre de 1941 en Andong, provincia de Gyeongsang del Norte, en Corea del Sur. Se graduó en el departamento de educación de la Universidad Nacional de Seúl e hizo el doctorado en la Universidad de Florida. Ha sido profesora en la Universidad Dankook y en la Universidad Nacional de Seúl. Debutó en el mundo de la literatura en 1965.

## Obra
Yoo An-Jin primero se hizo famosa por sus ensayos, con sus contribuciones a la recopilación Soñando con una hermosa amistad (Jiranjigyo leul ggum ggumyeo, 1986). El libro, que también incluye ensayos de Yi Hyang-a y de Kim Dal-jin, tuvo una gran popularidad e hizo que su nombre fuera familiar entre la gente. El estilo lírico de sus ensayos consiguió muchos adeptos entre estudiantes de escuela secundaria y bachiller. Esto hizo que expandiera su talento a otros géneros, incluyendo los ensayos educativos como La educación infantil en la sociedad coreana tradicional.
Ha hecho varios experimentos estéticos en su intento de crear una posición e identidad para la mujer contemporánea. Intenta lanzar una suave luz reveladora en áreas de la sociedad que pasan inadvertidas. Su voz poética es la mayoría de las veces una madre, esposa, hermana o nuera y le habla al lector en un tono suave, observando de cerca el mundo de su alrededor para encontrar la salvación para su compleja vida.
No escatima en esfuerzos para descubrir la verdadera identidad oculta en las pequeñas cosas de la vida. Sus esfuerzos para resolver las tensiones con el mundo a través de la exploración de varios tipos de vida de mujeres no se presenta como un áspero canto de eslóganes, sino como una declaración de naturaleza poética, comunicada de forma suave y a manera de susurros.
Ha recibido muchos premios, incluido el Premio Yuri en 1990, el premio de literatura Pen en 1996, el premio literario Jeong Ji-young en 1998, el premio literario Woltan en 2003 y el premio de la Asociación de Poetas Coreanos en 2012.

## Obras en coreano (lista parcial)
Poemarios
- Bajo la luna (Dalha)
- Poemas de desesperación (Jeolmangsipyeon)
- Al agua, al viento (Mullo balameuro)
- Ropa alada (Nalgaeot)
- Cristo, mi antiguo amor (Geuriseudo, yet aein)
- Melodía empapada por la luz de la luna (Dalbiche jeonneun garak)
- Exclamación eterna (Yeongwonhan neukkimpyo)

Ensayos
- Soñando con una hermosa amistad (Jiranjigyoreul kkumkkumyeo)
- En búsqueda de las cicatrices de mi alma (Nae yeonghonui sangcheoreul chajaseo)
- ¡Fragancia! ¡Oh fragancia de amor! (Hyanggiyeo sarangui hyanggiyeo).

## Premios
- 1990	Premio Yuri
- 1996	Premio de literatura Pen
- 1998	10º premio literario Jeong Ji-young
- 2000	35º premio literario Woltan
- 2012  44.º premio de la Asociación de Poetas Coreanos